# Ville Ritola
Viljo Eino (Ville) Ritola (ur. 18 stycznia 1896 w Peräseinäjoki, zm. 24 kwietnia 1982 w Helsinkach) – fiński lekkoatleta, biegacz długodystansowy, pięciokrotny mistrz olimpijski.
Drugi obok Paavo Nurmiego najwybitniejszy przedstawiciel fińskiej szkoły biegowej, drugi także za Nurmim rekordzista w liczbie zdobytych medali olimpijskich wśród lekkoatletów.
W wieku 17 lat wyemigrował do Stanów Zjednoczonych, gdzie trenował razem z Hannesem Kolehmainenem. Reprezentował jednak Finlandię. Na Igrzyskach Olimpijskich w 1924 w Paryżu zdobył złote medale na 10 000 m, 3000 m z przeszkodami, 3000 m – drużynowo i w biegu przełajowym – drużynowo. Na 10000 m poprawił własny rekord świata o ponad 12 sekund. Został również srebrnym medalistą w biegu na 5000 m i w biegu przełajowym indywidualnie, oba razy przegrywając z Nurmim.
Na Igrzyskach Olimpijskich w 1928 w Amsterdamie Ritola pokonał Nurmiego na 5000 m i zdobył złoty medal, a na 10 000 m był drugi za nim.
Ritola dwukrotnie bił rekord świata w biegu na 10 000 m – do wyniku 30:23,2 s. w 1924 roku.
Rekordy życiowe:
- 3000 m – 8:31,8 s. (1923)
- 3000 m z przeszk. – 9:33,6 s. (1924)
- 5000 m – 14:23,2 s. (1925)
- 10 000 m – 30:19,4 s. (1928)